# آرم‌کمدی
آرم‌کمدی (ارمنی: ԱրմՔոմեդի؛ انگلیسی: ArmComedy) یک برنامه تلویزیونی طنز ارمنستانی حدود ۲۵ دقیقه‌ای محصول سال ۲۰۱۲  کشور ارمنستان به کارگردانی هرایر مهرابیان و نویسندگی نارک مارگاریان و |سرگئی سارکیسیان می‌باشد. این مجموعه از روز مارس ۲۰۱۲ هفته‌ای سه بار از آتی‌وی شروع به نمایش درآمد. 
این برنامه در ابتدا به عنوان یک وب‌سایت خبری طنز شروع به کار کرد، سپس به یک مجموعه وب در کانال تلویزیون اینترنتی CivilNet تبدیل شد. پس از دو سال اجرا، از سازندگان این برنامه دعوت شد تا به شبکه تلویزیونی گسترش پیدا کند.

آرم‌کمدی به «اولین برنامه خبری طنز در ارمنستان با طنز و شوخ‌طبعی سیاسی تبدیل شد و اخبار واقعی را با دیدگاهی متفاوت گزارش کرد». هر قسمت از آرم‌کمدی توسط کمدین‌های ارمنی نارک مارگاریان و سرگئی سارگسیان نوشته و میزبانی می‌شود. در مطبوعات ارمنستان به عنوان "نسخه ارمنستانی دیلی شو" شناخته شده است.

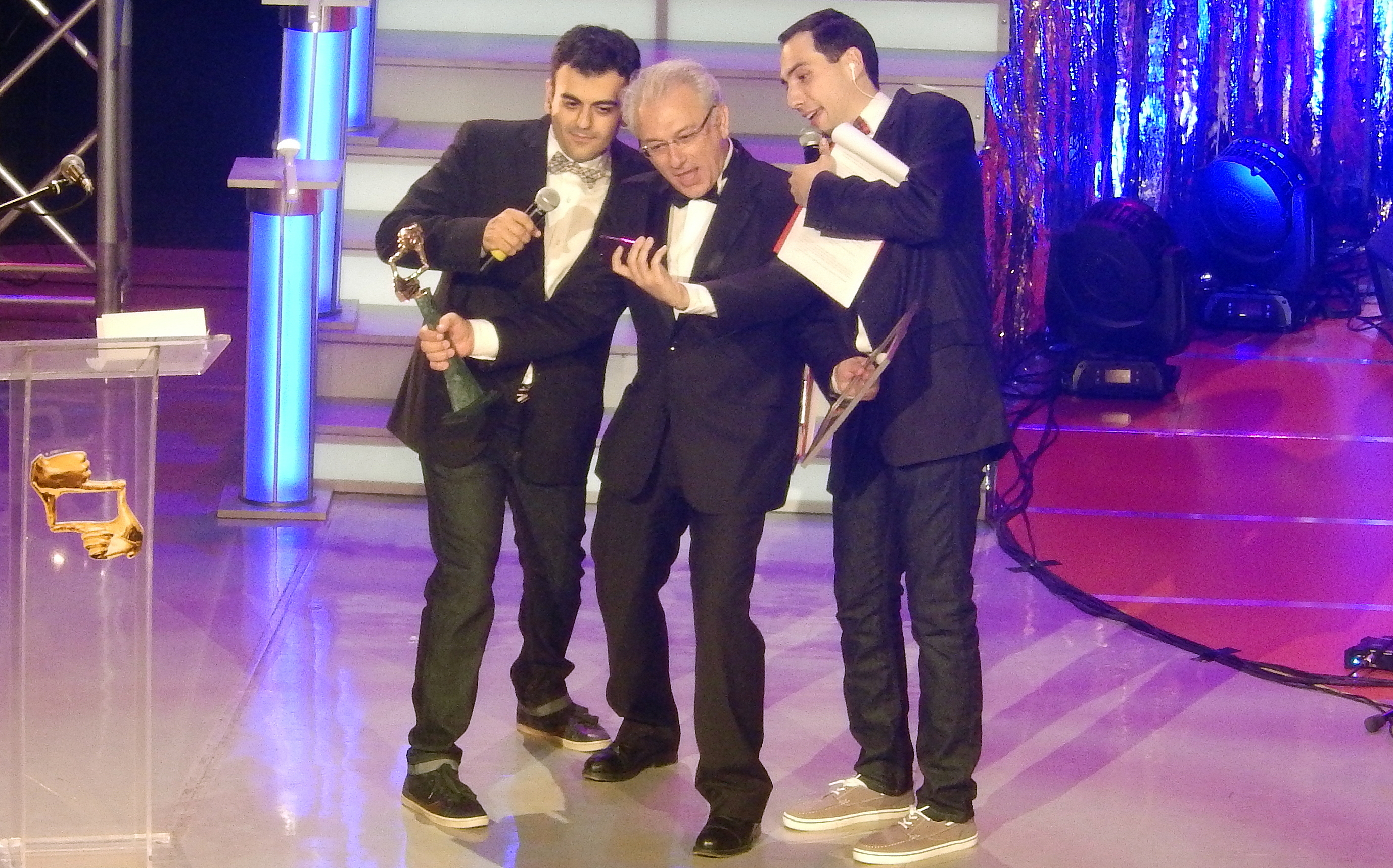
از راست به چپ: سرگئی سارگسیان، سرژ آویدیکیان و نارک مارگاریان در مراسم اهدای جوایز «هایک» ۲۰۱۴

در اکتبر ۲۰۱۵، کانن اوبراین در سفر خود به ارمنستان مهمان برنامه آرم‌کمدی بود. وی قصد داشت در صورت بازدید از ایالات متحده آمریکا، مجریان برنامه را در برنامه خود دعوت کند. هنگامی که در مه ۲۰۱۷، نارک مارگاریان و سرگئی سرکیسیان در «تور استندآپ ایالات متحده» بودند و به عنوان مهمان در برنامه کونان دعوت شدند. در جریان تور، سرگئی و نارک، کلید شهر گلندیل را دریافت کردند.
در سال ۲۰۲۱ این برنامه اعلام نمود: که پخش تلویزیونی را قطع می‌کنند و به یوتیوب باز می‌گردند، جایی که از ابتدا شروع به کارکرده بود.

## میهمانان سرشناس
- کونان اوبراین، کمدین آمریکایی
- سرژ سارگسیان، رئیس‌جمهور پیشین ارمنستان (۲۰۰۸–۲۰۱۸)
- گاریک مارتیروسیان، کمدین، مجری تلویزیونی، هنرپیشه
- کن داویتیان، هنرپیشه آمریکایی ارمنی‌تبار
- آرمن آشوتیان، وزیر پیشین آموزش و پرورش و علوم ارمنستان
- بتمن، تخیلی
- نیکول پاشینیان، سیاستمدار، نخست‌وزیر کنونی ارمنستان
- بارویر هایریکیان، سیاستمدار
- رافی هووانیسیان، سیاستمدار
- لوون اوگانسوف، فیلم‌ساز روسی ارمنی‌تبار
- گور سوجیان، خواننده
- آردو تونجبویاجیان، خواننده
- مکرتیچ آرزومانیان، هنرپشه
- آرام ام‌پی۳، خواننده
- نازنی هوهانیسیان، هنرپیشه
- ایوتا موکوچیان، خواننده-ترانه‌پرداز

## یادداشت
1. ↑  Կառլ Ավետյան
2. ↑  Մհեր Խաչատրյան
3. ↑  Հրայր Մեհրաբյան